# Cordia limicola
Cordia limicola là loài thực vật có hoa trong họ Mồ hôi. Loài này được Brandegee mô tả khoa học đầu tiên năm 1919.